# Homberg/Ruhrort/Baerl
Homberg/Ruhrort/Baerl è un distretto urbano (Stadtbezirk) di Duisburg.
Ha una superficie di 37,1 km² e una popolazione (2008) di 40.671 abitanti.

## Geografia antropica

### Suddivisioni amministrative
Il distretto urbano di Homberg/Ruhrort/Baerl è diviso in 4 quartieri (Stadtteil):
- 401 Ruhrort
- 402 Alt-Homberg
- 403 Hochheide
- 404 Baerl